# Nadja Glenzke
Nadja Glenzke, née le 25 août 1995, est une joueuse de beach-volley allemande.
Elle remporte avec Julia Großner la médaille d'or des Championnats d'Europe de beach-volley en 2017 à Jurmala.